# Mika Kares

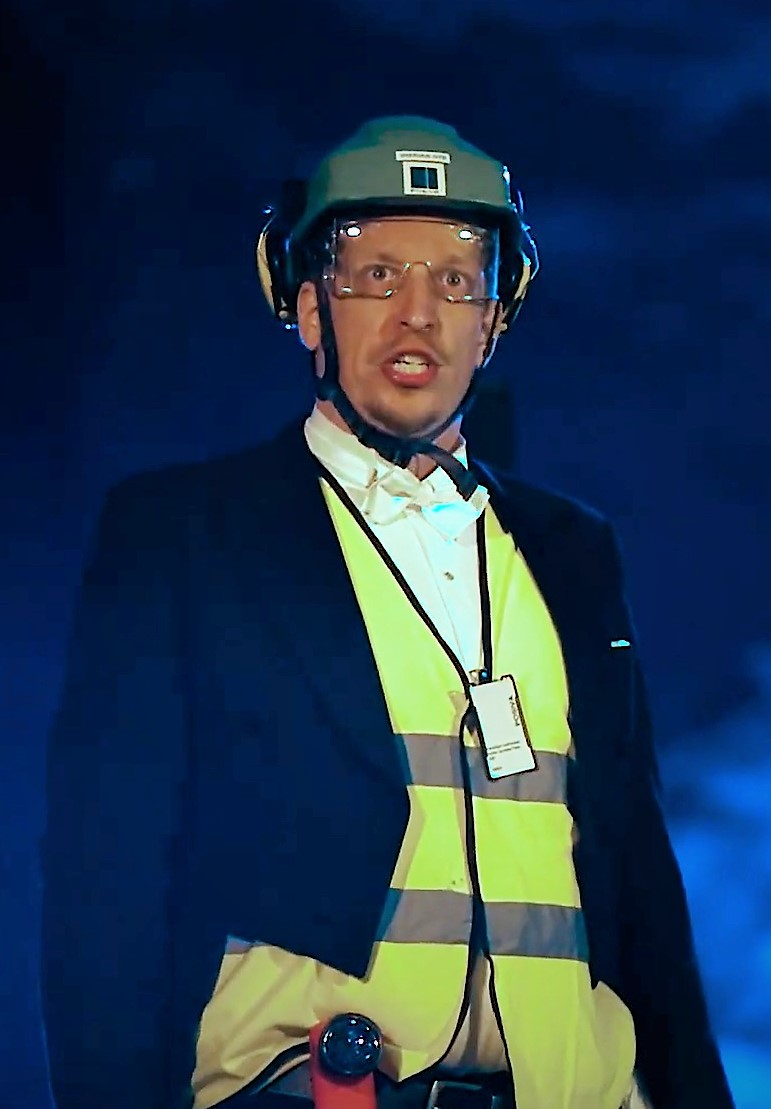
Mika Kares (2019)

Mika Kares (geboren 1978 in Laitila) ist ein finnischer Opernsänger (Bass).

## Leben
Kares studierte Gesang bei Roland Hermann an der Sibelius-Akademie. Von 2005 bis 2010 war er Ensemblemitglied des Badischen Staatstheater Karlsruhe, wo er sich ein breites Repertoire erarbeitete. Kares sang dort den König Philipp in Don Carlos und den Sarastro in der Zauberflöte, Colline in La Bohème, Raimondo in Lucia di Lammermoor, Massimiliano Moor in Verdis I masnadieri, den Komtur in Don Giovanni und – als erste Wagner-Partien – Fafner in Rheingold und Siegfried, sowie den Hunding in der Walküre.
2008 debütierte er als Mefistofele bei den Savonlinna-Opernfestspielen, 2010 als König in Aida an der Finnischen Nationaloper in Helsinki, 2011 als Polyphem in Acis et Galatée bei der Salzburger Mozartwoche. 2011 gastierte Kares in Helsinki (als Teller in John Adams’ Doctor Atomic), in Oviedo (als Sarastro) und Valencia (als Angelotti in Tosca, 2. Gefangener und Don Fernando in Fidelio und Truffaldino in Ariadne auf Naxos). Im Januar 2012 sang er an der Seattle Opera erstmals den Attila, in Tampere den Landgrafen im Tannhäuser und in Savonlinna den Ramfis in Aida und Sarastro. 2013 debütierte er an der Opéra royal de Versailles als Daland im Fliegenden Holländer mit den Musiciens du Louvre unter Marc Minkowski und sang Savonlinna erstmals König Heinrich im Lohengrin.
2023 sang er erstmals den Hagen in der Götterdämmerung bei den Bayreuther Festspielen.
Kares gastierte auch in Hongkong, Wien, Paris und Rom, sang unter Leitung von Lorin Maazel und Zubin Mehta und war Cover an der Met.

## Auszeichnungen
- 2007 Der Goldene Fächer als bester Sänger des Badischen Staatstheaters Karlsruhe
- 2008 Künstler des Jahres der Opernfestspiele Savonlinna für die Titelrolle in Mefistofele
- 2015 Beniamino Gigli-Preis